# Sorotxinskaia iarmarka
La fira de Sorótxintsi (en rus Сорочинская ярмарка, transcrit Sorotxinskaia iarmarka) és una òpera en tres actes composta per Modest Mússorgski sobre un llibret rus de Modest Mússorgski, basat en història homònima de Nikolai Gogol. S'estrenà al Svobodni teatr (Teatre Lliure) de Moscou el 8 d'octubre de 1913 dirigida per Konstantin Saradjev.

## Origen i context
Mússorgski va treballar en l'òpera entre 1874 i 1880, al mateix temps que ho feia en Khovànxtxina (1872-1880); tots dues quedaren incomplets en el moment de la seva mort el 1881. Va reutilitzar una mica de música que havia escrit prèviament (tals com la "Escena del mercat" de l'acte II de la malmesa Mlada' de 1872, que s'utilitzà per a l'escena d'obertura de La fira). La incorporació de la música d'Una nit a la Muntanya Pelada, com una seqüència de son que envolta l'heroi, va ser una addició tardana en el curs de la composició, tot i que tal episodi no és suggerit per la història original. Encara que Mússorgski va aconseguir completar alguns números i fins i tot alguns fragments de l'orquestració, porcions significatives de la partitura es van quedar sense música o només en esbossos.
Diversos compositors i editors (citats més endavant) han representat parcialment o totalment l'obra. La primera posada en escena, amb seccions parlades, es va produir el 8 d'octubre de 1913 a Moscou sota la batuta de Konstantín Saràdjev. A partir de 1917, la primera de diverses versions totalment cantada van arribar a l'escenari.

## Representacions
Les diferents versions completes de l'òpera s'han estrenat de la següent manera:
- Versió de César Cui: 13 d'octubre de 1917 al Teatre de Petrograd del drama musical sota Grzegorz Fitelberg.
- Versió de Nikolai Txerepnín: 17 de març de 1923 a Montecarlo amb la direcció de Txerepnín
- Versió de Nikolai Golovanov: 10 de gener de 1925 al Teatre Bolxoi de Moscou amb la direcció de Iuri Sakhnovski.
- Versió de Vissarion Xebalin: 12 de desembre de 1931 a Leningrad al Teatre Maly realitzat amb la direcció de Samuïl Samossud.
- Versió de d'Emil Cooper: el 3 de novembre de 1942 a Nova York

L'òpera va ser representada per primera vegada a Anglaterra el 24 de novembre de 1936 per la British Music Drama Opera Company al Covent Garden, posada en escena per Vladimir Rosing, amb Albert Coates a la direcció.
La fira de Sorótxintsi no forma part del repertori operístic estàndard a Occident. Els números més coneguts de la Fira són els orquestrals com la Introducció i el Gopak, del final. Mússorgski també va arranjar el Gopak i l'escena del mercat per a piano sol.
Sergei Rachmaninoff va fer un arranjament de la Gopak per a piano. La versió de Rimski-Kórsakov de Una nit a la Muntanya Pelada es basa principalment en la versió inclosa en aquesta òpera. Dues de les cançons populars ucraïnesos que Mússorgski incorpora en aquesta òpera (Act I) es van utilitzar també per Rimski-Kórsakov en la seva pròpia Nit de Nadal, que es basa així mateix en una història de Gogol.
La versió de Shebalin incorpora la visió d'un somni del camperol Una nit a la Muntanya Pelada.

## Argument
Lloc i època: El poble ucraïnès de Sorótxintsi, en algun moment del segle xix.
En el bigarrat mercat de Sorôtxintsy, el camperol Txerevik intenta vendre el seu blat, amb els diners de la venda vol complir alguns dels desitjos de la seva bella filla Parasia, que aquesta expressa, com totes les joves, en veure les mercaderies exposades. Un vell gitano suposa que, com en anys anteriors, el diable podria torbar l'alegria de la festa, ja que acaben de veure'l al poble disfressat de porc vermell. Hi ha algun mitjà per lluitar contra aquestes intervencions del diable? N'hi ha un, explica el gitano: descobrir un pecador amb les mans a la massa.